# Монастир-Лішнянський
Монасти́р-Лішня́нський (Манастир Лішнянський) — село Дрогобицького району Львівської області.
Монастир-Лішнянський розташований за три кілометри на північний захід від села Лішня.

## Культові споруди

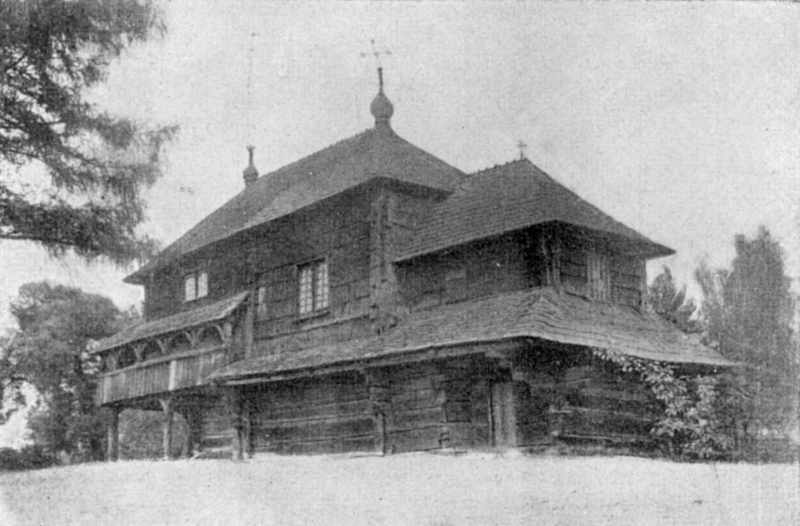
Церква св Іллі, світлина 1937 року.

У селі є дерев'яний храм, пам'ятка архітектури національного значення — церква Святого Пророка Іллі..
Існуюча дерев'яна церква збудована у 1698 році на околиці села, на підвищенні, біля потоку. До 1775 року була монастирською. В 1802 році, згідно з написом на внутрішній північній стіні, ґрунтовно перебудована. Реставрована у 1832 році.
Церква Святого Пророка Іллі тризрубна безверха. Для її настилу використані бруси з темперним живописом і орнаментальними мотивами XVII ст., що є результатом, можливо, перебудови 1802 році. Цікавим є іконостас церкви XVII—XVIII ст. намісний ряд та XVIII ст. празнички й апостоли, реставрований у 1992 році.
Церква була зачинена у 1960—1990 роках, реставрувалася у 1969 та 1992 роках. Особливість дерев'яної церкви у тому, що західна частина, по периметру якої на другому поверсі розташована виступаюча емпора, не стоїть на фундаменті, а підтримується різьбленими колонами, опертими на дерев'яні бруси. Таким чином, парафіяни, які не поміщаються у церкві, мають надійний захист від сонця і дощу. Храм латинського типу, дах якого завершують дві маківки.

## Видатні люди
В селі народився Захаряк Олекса Іванович (1914—1988) — український працівник харчової промисловості, винахідник «Дрогобицької ковбаси».